# Савельевы
Савельевы — дворянский род.
Леонтий Савельев написан по Москве в боярской книге в числе дворян (1676). Равным образом и другие многие Савельевы Российскому Престолу служили стольниками и в иных чинах и жалованы были от Государей поместьями. Определением Воронежского Дворянского Собрания внесены в дворянскую родословную книгу.

## Описание герба
Щит разделён на четыре части, из них в первой в голубом поле изображена шестиугольная звезда и под ней серебряный полумесяц рогами вверх (польский герб Лелива). Во второй части, в золотом поле, находится стоящий на задних лапах лев в правую стороной обращённый. В третьей части, в золотом поле, горизонтально положена шпага. В четвёртой части, в голубом поле, серебряный военный шишак с перьями и под ним горизонтально серебряный меч, остроконечием в правую сторону.
Щит увенчан дворянским шлемом и короной со страусовыми перьями. Намёт на щите голубой, подложенный золотом. Щитодержатели: два льва. Герб внесён в Общий гербовник дворянских родов Российской империи, часть 6, 1-е отд., стр. 106.

## Известные представители
- Савельев Леонтий — московский дворянин (1676—1677)[2].
- Савельев — хорунжий Войска Донского, погиб в сражении при Лаоне (24-26 февраля 1814)[1].